# Eparchia zwornicko-tuzlańska

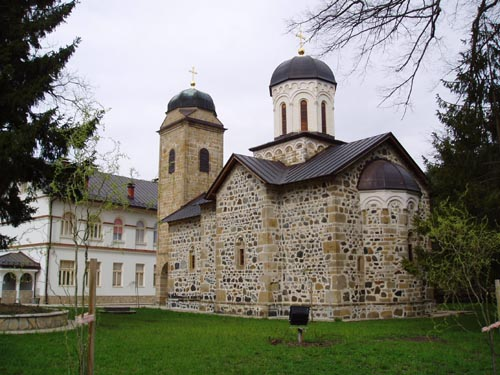
Monaster Ozren

Eparchia zwornicko-tuzlańska – jedna z eparchii Serbskiego Kościoła Prawosławnego, obejmująca część terytorium Republiki Serbskiej w Bośni i Hercegowinie. Rezydencja biskupa zwornicko-tuzlańskiego czasowo znajduje się w Bijelinie. Katedralny sobór w Zworniku jest nadal w budowie. Obecnym (2017) ordynariuszem eparchii jest biskup zwornicko-tuzlański Focjusz (Sladojević).

## Historia

### XIII–XVIII w.
Źródła historyczne potwierdzają istnienie prawosławnego biskupstwa, podlegającego Serbskiemu Kościołowi Prawosławnemu, na ziemiach północno-wschodniej Bośni w II poł. XIII w. zajętych przez serbskiego króla Stefana Dragutina. Prawosławie rozwijało się na tym obszarze również za rządów Stefana Tvrtka (1377–1391), jednak kolejne informacje o istnieniu metropolii pochodzą dopiero z pierwszych dekad XV w..
Eparchia zwornicka funkcjonowała w strukturze odnowionego w 1557 Patriarchatu Serbskiego (Patriarchatu Peći). Obejmowała terytorium sandżaku zwornickiego. Okres od II poł. XVI w. do II poł. XVIII w. to czas szybkiego rozwoju życia monastycznego na jej terytorium. Budowie nowych klasztorów towarzyszył rozwój sztuki sakralnej (rzeźba, malarstwo ikonowe i freski). W monasterze Ozren od 1592, a następnie także w monasterze Lovnica, działała drukarnia.

### W jurysdykcji Patriarchatu Konstantynopola
Po likwidacji Patriarchatu Serbskiego w 1766 eparchia została włączona do Patriarchatu Konstantynopolitańskiego. Katedrę obejmowali od tej pory do 1873 biskupi pochodzenia greckiego, z wyjątkiem sprawującego w latach 1804–1807 urząd metropolity zwornickiego Joannicjusza – Serba z Hercegowiny. Metropolita Agatangel przeniósł w 1852 siedzibę biskupów ze Zwornika do Tuzli, co pociągnęło za sobą również zmianę nazwy administratury. W 1873 metropolitą zwornicko-tuzlańskim ponownie został Serb, Dionizy (Ilijević); od tej pory katedrę obejmowali wyłącznie hierarchowie tej narodowości, urodzeni w Austrii i wykształceni w instytucjach metropolii karłowickiej, gdzie serbskie życie religijne było bardzo ożywione. Duchowni eparchii zwornicko-tuzlańskiej walczyli w powstaniu w Hercegowinie w latach 1875–1878. Kiedy Bośnia i Hercegowina znalazła się pod kontrolą austro-węgierską, miejscowe duchowieństwo serbskie domagało się respektowania autonomii serbskich instytucji religijnych i związanych z nimi szkół. Większość kapłanów nastawiona była antyaustriacko. Po wybuchu I wojny światowej 18 duchownych serbskich zostało przez władze uznanych za nielojalnych i internowanych lub straconych bez wyroku sądowego.

### W Patriarchacie Serbskim
Po utworzeniu Królestwa SHS eparchia zwornicko-tuzlańska weszła w skład restaurowanego Patriarchatu Serbskiego. W czasie II wojny światowej zginęło 44 duchownych administratury, z czego czterech zamordowali Niemcy, 27 – ustasze, 12 – partyzantka socjalistyczna, a jednego – czetnicy. Obszar eparchii znalazł się w granicach Niezależnego Państwa Chorwackiego i żyjący na jej terenie prawosławni Serbowie podlegali tym samym represjom, co ich rodacy w innych częściach marionetkowego kraju. Odnową życia duchowego i zniszczonych budynków sakralnych w eparchii kierował po wojnie biskup Longin (Tomić), skierowany na katedrę zwornicko-tuzlańską w 1955. Kolejne straty materialne eparchia poniosła w czasie wojny w Bośni i Hercegowinie w latach 1992–1995. W jej rezultacie rezydencja biskupów musiała zostać przeniesiona do Bijeliny, a kilkadziesiąt świątyń i innych budynków sakralnych zostało zniszczonych. Budowle te odbudowano po zakończeniu działań wojennych lub też odbudowy trwają nadal.

## Biskupi zwornicko-tuzlańscy[3]

### Biskupi zworniccy w jurysdykcji Patriarchatu Serbskiego
- Domecjan, wzmiankowany 1532
- Teofan, wzmiankowany 1541
- Paweł, 1561–1576
- Jerzy
- Teodozjusz, wzmiankowany 1602
- Gabriel, wzmiankowany 1627
- Konstantyn, wzmiankowany 1629
- Awksencjusz[2]
- Łukasz
- Paisjusz[2]
- Makary[2]
- Tymoteusz[2]
- Beniamin
- Eustraty[2]
- Longin[2]
- Leoncjusz[2]
- Izajasz
- Ananiasz, wzmiankowany 1679
- Gerazym, wzmiankowany 1690 – po 1700[2]

Po śmierci Gerazyma, do likwidacji Patriarchatu Serbskiego, eparchia była nieobsadzona i była zarządzana przez metropolitów Dabaru i Bośni lub innych ordynariuszy sąsiadujących administratur.

### Metropolici zworniccy, następnie zwornicko-tuzlańscy (od 1852), w jurysdykcji Patriarchatu Konstantynopola
- Grzegorz, 1767–1773
- Gerazym, 1776–1803
- Joannicjusz, 1804–1807
- Eugenusz, 1807–1808
- Gabriel, 1808–1837
- Cyryl, 1837–1848
- Agatangel, 1848–1860 lub 1862
- Paisjusz, 1868–1873
- Dionizy (Ilijević), 1873–1892
- Mikołaj (Mandić), 1892–1897
- Grzegorz (Živković), 1897–1909
- Hilarion (Radonić), 1909–1921

### Biskupi zwornicko-tuzlańscy w jurysdykcji Patriarchatu Serbskiego
- Nektariusz (Krulj), 1929–1951
- Longin (Tomić), 1955–1977
- Bazyli (Kačavenda), 1978–2013
- Chryzostom (Jević), 2013–2017
- Focjusz (Sladojević), od 2017[1]